# Venstervlieg
De Venstervlieg (Scenopinus fenestralis) is een vlieg uit de familie van de venstervliegen (Scenopinidae). De wetenschappelijke naam van de soort werd als Musca fenestralis in 1758 gepubliceerd door Carl Linnaeus.